# Орловский (Кемеровская область)
Орло́вский — посёлок в Ленинск-Кузнецком районе Кемеровской области. Входит в состав Шабановского сельского поселения.

## География
Расположен у истоков реки Отшиб в 15 км к северо-востоку от села Шабаново, в 30 км к северо-западу от Ленинска-Кузнецкого и в 65 км к юго-западу от Кемерово. Центральная часть посёлка расположена на высоте 228 метров над уровнем моря.
Имеется автодорога на юг в Мусохраново и далее к автодороге Новосибирск — Ленинск-Кузнецкий.

## Население
| 2010 |
| ---- |
| 112  |

По данным Всероссийской переписи населения 2010 года, в посёлке проживает 47 мужчин и 65 женщин.